# الدوري الإيطالي 1968–69
الدوري الإيطالي الدرجة الأولى 1968–69 (بالإيطالية: Serie A 1968-1969)‏ هو موسم من الدوري الإيطالي الدرجة الأولى. أقيم خلال الفترة 29 سبتمبر 1968 وحتى 18 مايو 1969، وفاز فيه نادي فيورنتينا.